# Lohn SO

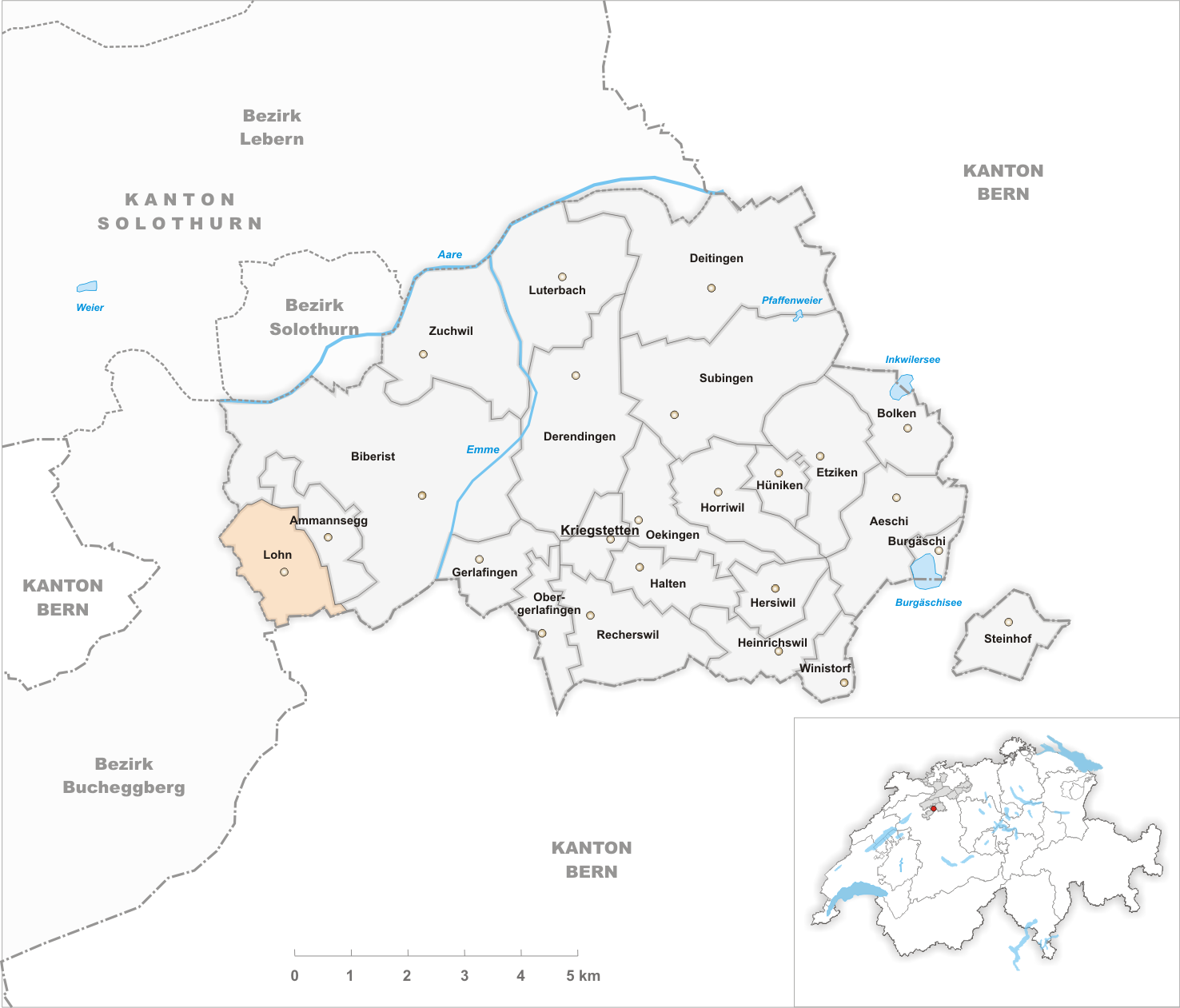
Gemeindestand vor der Fusion am 1. Januar 1993

Lohn war eine selbständige politische Gemeinde im Bezirk Wasseramt, Kanton Solothurn, Schweiz. 1993 fusionierte Lohn mit der damaligen Gemeinde Ammannsegg zur Gemeinde Lohn-Ammannsegg.

## Persönlichkeiten
- Olga Kaiser (1897–1947), Schriftstellerin und Dramatikerin